# Heibloem
Heibloem (Limburgs: De Heibloom) is een kerkdorp in de gemeente Leudal, in de Nederlandse provincie Limburg. Het is een van de 16 kernen van de gemeente Leudal. Heibloem ligt ten noorden van Roggel en wordt omringd door het natuurgebied "De Waterbloem". Tot 2007 maakte Heibloem deel uit van de gemeente Roggel en Neer. Heibloem is een relatief jong kerkdorp dat is ontstaan vlak na de Tweede Wereldoorlog. De kloosters van Heibloem en Stokershorst, die nu niet meer bestaan, vormden in voorgaande eeuwen een belangrijke reden voor het ontstaan van het dorp Heibloem.

## Klooster
Heibloem was oorspronkelijk een afgelegen buurtschap. De Broeders met de Blauwe Koorden (Broedercongregatie Onze-Lieve-Vrouw van Zeven Smarten) stichtten hier in 1852 de Landbouwkolonie "Sint-Aloysius". Deze omvatte 280 ha. Omstreeks 1853 werd het kloostercomplex gebouwd, in traditionalistische stijl, naar ontwerp van Pierre Cuypers. Naast een klooster met kapel, bestond het uit een kloosterboerderij en een brouwerij, welke einde 19e eeuw werd gebouwd.
Vanaf 1917 tot 1960 huisvestte het klooster een ambachtsschool voor jongens aan het klooster verbonden, waar vakopleidingen werden verzorgd voor timmerman, machinebankwerker, schilder, schoenmaker en bakker. De leerkrachten waren overwegend  religieus en broeder. In de loop van de jaren kwamen er meer lekenonderwijzers. De leerlingen waren tot 1942 uitsluitend intern en ook van 1945 tot 1954 bestond het internaat nog, zij dat niet meer alle leerlingen intern waren. In 1954 werd het internaat gesloten en werd het een onderwijsinstelling voor de omliggende dorpen. De opleidingen duurden drie jaar en waren van een uitstekende kwaliteit. Kinderen werden juist daar geplaatst voor de goede opleiding en begeleiding. Er was een groot aantal sportvelden en er werd veel gedaan aan allerlei sporten, onder andere voetbal. Het klooster had daarnaast een eigen toneel-recreatiezaal, waar bij bijzondere gelegenheden ook speelfilms konden worden vertoond. Daarbij waren ook vaak bewoners uit de omgeving aanwezig. Er was ook een eigen muziekkorps, bestaande uit interne leerlingen aangevuld met jongens uit de omgeving. Het muziekkorps gaf af en toe een concert en luisterde ook feestelijke gebeurtenissen op.
Tijdens de Tweede Wereldoorlog werd het klooster door de bezetter gevorderd om daar de NSKK Motorschule te vestigen. 
Tegenwoordig zijn van de oorspronkelijke kloostergebouwen slechts de kloosterboerderij en het brouwerijgebouw bewaard gebleven. Het eigenlijke kloostercomplex werd in 1958 gesloopt.
In 1956 kwam, ongeveer op de plaats van het klooster, het Jongensdorp "De Widdonck" tot stand, dat in 1963 De Widdonck zou gaan heten. Het is een internaat voor jeugdigen van 4 tot 18 jaar. In 1957 ging de Widdonckschool van start, een zogenaamde ZMOK-school. De leerlingen van deze school zijn deels intern, en deels afkomstig van de omliggende dorpen.
Op enkele kilometers verwijderd van Heibloem lag nog een klooster van dezelfde broeders, Stokershorst. Dit was aanvankelijk een opvoedingsgesticht. In de oorlog werd een deel van dit klooster verwoest. In 1952 werd het een rustplaats voor oudere broeders en heeft tot 1972 bestaan waarna het werd verkocht aan een Duitse industrieel die er een rusthuis voor overspannen Duitse moeders van maakte. In 1992 kreeg het een meer algemene bestemming.

## Bezienswaardigheden
- Kloosterboerderij en brouwerijgebouw, zie boven.
- Sint-Isidoruskerk, uit 1952.
- Mariakapel

## Natuur en landschap
Heibloem ligt in een ontginningsgebied op een hoogte van ongeveer 30 meter. Langs de Roggelse Beek die langs Heibloem naar het zuiden loopt, vindt men veel landbouw. Op de hogere gedeelten zijn bosgebieden en landgoederen, die tegenwoordig als natuurgebied worden beheerd. Het betreft Waterbloem ten noorden en oosten van Heibloem, Asbroekerheide ten zuiden van Heibloem, de Groote Moost, Nederpeel-Grave en Spaanse Bos ten westen van Heibloem. Door de mens gegraven zijn de afwateringskaal Visschensteert, dat uitmondt in de Roggelse Beek, en het Afwateringskanaal Meijel-Neer aan de Maas, dat ten noorden van Heibloem verloopt.

## Verenigingsleven
- Heibloem was regionaal bekend door de Ruiterclub Heibloem, een vereniging die na de Tweede Wereldoorlog werd opgericht en vrij snel uitgroeide tot een club die bij de top van de ruitersport in Limburg behoorde. Maar in de jaren zestig kwam daar een eind aan nadat de Ruiterclub plots was gestopt. In de jaren zeventig werd er nieuw leven in geblazen en de Ruiterclub bestaat nog steeds.
- De Carnavalsvereniging in Heibloem is de Buizers, opgericht in 1957. Tot halverwege de jaren 80 van de vorige eeuw bleven de Buizers actief, in 1985 werd de laatste prins uitgeroepen, maar in 2005 werd de carnavalsvereniging opnieuw opgericht. In het carnavalsseizoen 2012/2013 vierden de Buizers hun 5x11 jaar bestaan. In het seizoen 2011/2012 riepen ze hun 3x11de prins uit.

## Monument
Landelijk is Heibloem bekend geworden door de moord op de elfjarige Nicky Verstappen, die uit dit dorp kwam. Er staat sinds 2000 in Heibloem een monument ter nagedachtenis van geweldslachtoffers zoals Verstappen. Als hoofdverdachte van deze moord is 20 jaar na de moord Jos B. aangehouden in Spanje.

## Nabijgelegen kernen
Roggel, Neer, Heythuysen, Meijel